# Mirosław Syniawa
Mirosław Syniawa (ur. 14 listopada 1958 w Chorzowie) – polski chemik, badacz historii nauk przyrodniczych na Śląsku, powieściopisarz, poeta, poliglota, aktywista językowy, współzałożyciel „Pro Loquela Silesiana” Towarzystwa Kultywowania i Promowania Śląskiej Mowy (2018, w latach 2009–2014 był Sekretarzem w Zarządzie Głównym).
Jest autorem Biograficznego słownika przyrodników śląskich (część 1; nowe wydanie: tom 1–2) oraz kilkudziesięciu szkiców biograficznych opublikowanych w kwartalniku „Przyroda Górnego Śląska”. Współredagował monografię Szkoły Podstawowej nr 24 w Chorzowie Starym. W swoim dorobku ma również pierwszy śląski elementarz Gōrnoślōnski ślabikŏrz (2010, współautorstwo), zbiór językoznawczych esejów Ślabikŏrz niy dlŏ bajtli abo lekcyje ślōnskij gŏdki (2010), powieść historyczną, dwa tomiki śląskojęzycznej poezji oraz zbiory tłumaczeń poezji światowej na język śląski.
W 2024 r. ukazał się jego śląski przekład dramatu De Waber (pol. Tkacze) dolnośląskiego noblisty Gerharta Hauptmanna, zatytułowany Tkŏcze.

## Twórczość literacka

### Powieści
Nunquam otiosus, Kotórz Mały 2017 (kryminał po polsku)

### Poezje
- Cebulowŏ ksiynga umartych, Kotórz Mały 2018 (tom poezji po śląsku)
- Mappa mundi, Kotórz Mały 2023 (tom poezji po śląsku)

#### Przekłady poezji i dramatów na śląski
- Dante i inksi, Kotórz Mały 2014; wyd. poszerzone: Dante i inksi i jeszcze inksi, Kotórz Mały 2021
- Remember Tam o’Shanter’s mare. Spōmnijcie se Tamowā Klaczkā. Wiersze i śpiywki Roberta Burnsa, Kotórz Mały 2016
- Hobit, abo tam i nazŏd, przeł. G. Kulik, Kotórz Mały 2023 (przekład wierszy i pieśni oraz innych fragmentów lirycznych)
- Tkŏcze. Dramat z lat czterdziestych, Kotórz Mały 2024